# Ньяругенге
Ньяругенге  — район (akarere) Кігалі, столиці Руанди.

## Поділ
Район Ньяругенге поділяється на сектори (imirenge): Гітега, Каньїня, Кігалі, Кімісагара, Магерагере, Мугіма, Някабанда, Нямірамбо, Няругенге та Руезаменуо.